# 姜信治
姜信治（1958年2月—），甘肃敦煌人，中国共产党、中华人民共和国政治人物，副国级领导人。1974年2月参加工作，1980年9月加入中国共产党。甘肃省财贸学校粮食会计专业毕业，兰州大学夜大政治经济学专业本科学历。中共第十九届中央纪委委员、常委。现任十四届全國政協副主席、京昆室主任，中共中央组织部分管日常工作的副部长。

## 簡歷
早年为甘肃省敦煌县转渠口公社插队知青；1978年进入甘肃省财贸学校粮食会计专业学习，毕业后留校任教。1980年，任甘肃省粮食厅人事处干事。1983年进入中共甘肃省委组织部工作，历任经济干部处、干部调配处科员、主任科员，干部调配处副处长、办公室副主任、主任，副地级组织员、副部长、省委老干部工作局局长等职。2003年2月，任中共临夏回族自治州州委书记；2006年2月，兼任州人大常委会主任，2006年3月，兼任甘肃省人民政府秘书长、党组成员，省政府办公厅党组书记。2007年4月，任中共甘肃省委常委、秘书长。2011年2月，转任中共福建省委常委、组织部部长。2015年12月，任中共中央组织部副部长。
2017年11月，任中共中央组织部常务副部长，并明确为正部长级。2022年10月30日，不再担任国家监察委员会委员。
2023年1月17日，姜信治当选为第十四届全国政协委员。同年3月10日，在中國人民政治協商會議第十四屆全國委員會上，当选为全国政协副主席。在2023年中共“学习贯彻习近平新时代中国特色社会主义思想”主题教育期间，任中央主题教育领导小组副组长。